# 太田卓利
太田 卓利（おおた たくとし、1967年8月21日ー）は、日本の実業家。株式会社TAKUTO代表取締役社長。和歌山県串本町出身。
株式会社スマサポ(東京証券取引所グロース市場上場)ファウンダー。
公益財団法人 日本賃貸住宅管理協会 副会長 兼 近畿ブロック長。公益社団法人 全国賃貸住宅経営者協会連合会 副会長 兼 大阪北摂支部長。公益社団法人 全国賃貸住宅経営者政治連盟 副会長。全国賃貸管理ビジネス協会 理事。

## 人物・来歴
和歌山県串本町に生まれる。
1998年（平成10年）株式会社宅都を設立。2000年（平成12年）株式会社宅都プロパティ（現・株式会社TAKUTO）設立し、2021年同社代表取締役社長に就任。